# Li Li (badmintonistka)
Li Li (chiń. 李理; pinyin Lǐ Lǐ; ur. 7 lipca 1983) – singapurska zawodniczka badmintona.
Li Li urodziła się w Chinach, ale w 1997 roku przeniosła do Singapuru. Największym sukcesem w karierze było zdobycie złotego medalu w grze pojedynczej na Igrzyskach Wspólnoty Narodów w 2002.
Startowała na igrzyskach w Atenach w grze pojedynczej kobiet - odpadła w 1/16 finału.